# Roketsan
Roketsan Roket Sanayii ve Ticaret A.S. es un fabricante turco de armas y contratista de defensa con sede en Ankara para establecer la base industrial del país en tecnología de misiles, la empresa ha ascendido rápidamente hasta convertirse en una de las 500 principales corporaciones industriales de Turquía. Constituida en 1988 por el Comité Ejecutivo de la Industria de Defensa de Turquía (SSİK).
Los actuales accionistas de Roketsan son la Fundación de las Fuerzas Armadas de Turquía (55,5%), ASELSAN (15%), MKEK (15%), Vakıflar Bankası (10%), HAVELSAN (4,5%). Roketsan es conocida sobre todo por su amplia gama de cohetes guiados y no guiados, así como misiles guiados como Bora, Tayfun, Atmaca, Cirit, UMTAS y OMTAS. La empresa también produce subsistemas para misiles Stinger, Rapier y ESSM y proporciona soluciones tecnológicas y de ingeniería para otras plataformas civiles y militares integradas. Entre sus desarrollos más recientes destacan las bombas de pequeño diámetro y precisión para vehículos aéreos no tripulados.
Roketsan es la única empresa turca que ha obtenido la aprobación CMMI/DEV 3 (Capability Maturity Model Integration – for Development) para todos sus procesos de diseño y desarrollo.
Ocupó el puesto 96 en 2018 y 89 en 2019 en la lista de empresas más valiosas de la industria de defensa de la revista Defense News. En 2020, ocupó el puesto 91.
La empresa es uno de los organizadores del Festival de Tecnología y Aeroespacial Teknofest.